# Cold Chisel
I Cold Chisel sono un gruppo musicale rock australiano, attivo dal 1972 al 1984 e poi nuovamente nel 1998, nel 2003 e dal 2009.

## Formazione
Attuale
- Ian Moss - chitarra, voce (1973-1984, 1998, 2003, 2009-presente)
- Don Walker - tastiere, cori (1973-1984, 1998, 2003, 2009-presente)
- Jimmy Barnes - voce, chitarra (1973-1975, 1975-1984, 1998, 2003, 2009–presente)
- Phil Small - basso (1975-1984, 1998, 2003, 2009-presente)
- Charley Drayton - batteria (2011–presente)

Ex membri
- Steve Prestwich - batteria, cori (1973-1983, 1998, 2003, 2009-2011; deceduto nel 2011)
- Les Kaczmarek - basso (1973-1975; deceduto nel 2008)
- John Swan - percussioni, cori (1975)
- Ray Arnott - batteria (1983-1984)

## Discografia
Album studio e live
- 1978 - Cold Chisel
- 1979 - Breakfast at Sweethearts
- 1980 - East
- 1981 - Swingshift (live)
- 1982 - Circus Animals
- 1984 - Twentieth Century
- 1984 - The Last Stand (colonna sonora)
- 1984 - Barking Spiders Live: 1983
- 1998 - The Last Wave of Summer
- 2003 - Ringside (live)
- 2012 - No Plans
- 2015 - The Perfect Crime

Raccolte
Lista parziale
- 1985 - Radio Songs: A Best of Cold Chisel
- 1988 - Razor Songs
- 1991 - Chisel
- 1994 - Teenage Love
- 2011 - The Best of Cold Chisel: All for You
- 2013 - The Live Tapes Vol. 1: Live at Hordern Pavilion (April 18, 2012)
- 2014 - The Live Tapes Vol. 2: Live at Bombay Rock (April 27, 1979)